# Острове-Станьчикі
Острове-Станьчикі (пол. Ostrowe-Stańczyki) — село в Польщі, у гміні Кшиновлоґа-Мала Пшасниського повіту Мазовецького воєводства.
Населення — 84 особи (2011).
У 1975-1998 роках село належало до Остроленцького воєводства.

## Демографія
Демографічна структура станом на 31 березня 2011 року:
|          | Загалом | Допрацездатний вік | Працездатний вік | Постпрацездатний вік |
| -------- | ------- | ------------------ | ---------------- | -------------------- |
| Чоловіки | 41      | 8                  | 31               | 2                    |
| Жінки    | 43      | 15                 | 22               | 6                    |
| Разом    | 84      | 23                 | 53               | 8                    |